# Hôtel Le Pays de Bourjolly
L'hôtel Le Pays de Bourjolly, bâti au XVIIIe siècle et XIXe siècle, est situé 3 rue de l'Escale à La Rochelle, en France. L'immeuble a été inscrit au titre des monuments historiques en 1965.

## Historique
Le bâtiment est inscrit au titre des monuments historiques par arrêté du 14 avril 1965.